# Лесьмеж
Лесьмеж (пол. Leśmierz) — село в Польщі, у гміні Озоркув Зґерського повіту Лодзинського воєводства.
Населення — 882 особи (2011).

## Демографія
Демографічна структура станом на 31 березня 2011 року:
|          | Загалом | Допрацездатний вік | Працездатний вік | Постпрацездатний вік |
| -------- | ------- | ------------------ | ---------------- | -------------------- |
| Чоловіки | 433     | 77                 | 308              | 48                   |
| Жінки    | 449     | 70                 | 265              | 114                  |
| Разом    | 882     | 147                | 573              | 162                  |